# Heinrich Niclaes
Heinrich Niclaes, (Nikolai) (* 1501 in Münster; † um 1580) war in der zweiten Hälfte des 16. Jahrhunderts Stifter der Familisten (lateinisch Familia caritatis, einer Liebesbrüderschaft), einer mystischen Religionspartei in England und Holland.

## Leben
Heinrich Niclaes war ein ungelehrter Mann und Freund des Mystikers David Joris, der, nachdem er seine Ideen in Amsterdam, Emden, Köln, Utrecht etc. verbreitet hatte, sich zur Zeit Eduards VI. in England niederließ, wo er zahlreiche Anhänger gewann. Sein Todesjahr ist nicht sicher. Grundsätzlich indifferent gegen Glaubenssätze und alle kirchlichen Zeremonien, verlegten die Famila die Religion lediglich in die Liebe, die „eins mache mit Gott“. Nikolais Schriften dienten den in grundlos verdächtigter Gemeinschaft lebenden Mitgliedern der Bewegung zur Erbauung und Kräftigung; sie wurden 1580 auf Befehl der Königin Elisabeth verbrannt. Ihr hervorragendster Gegner war Coornhert. Die Familisten selbst verschwanden im folgenden Jahrhundert unter anderen Gemeinschaften, namentlich den Täufern. Abkömmlinge von ihnen sind die Ranters.